# 三星堆博物館
三星堆博物馆位于中華人民共和國四川省廣漢市三星堆遗址的东北部，是国家一级博物馆、国家AAAA级旅游景区，博物馆于1997年10月建成开放，并于2023年7月建成新馆。三星堆博物馆常设展包括“世纪逐梦”、“巍然王都”和“天地人神”三个部分。

## 歷史

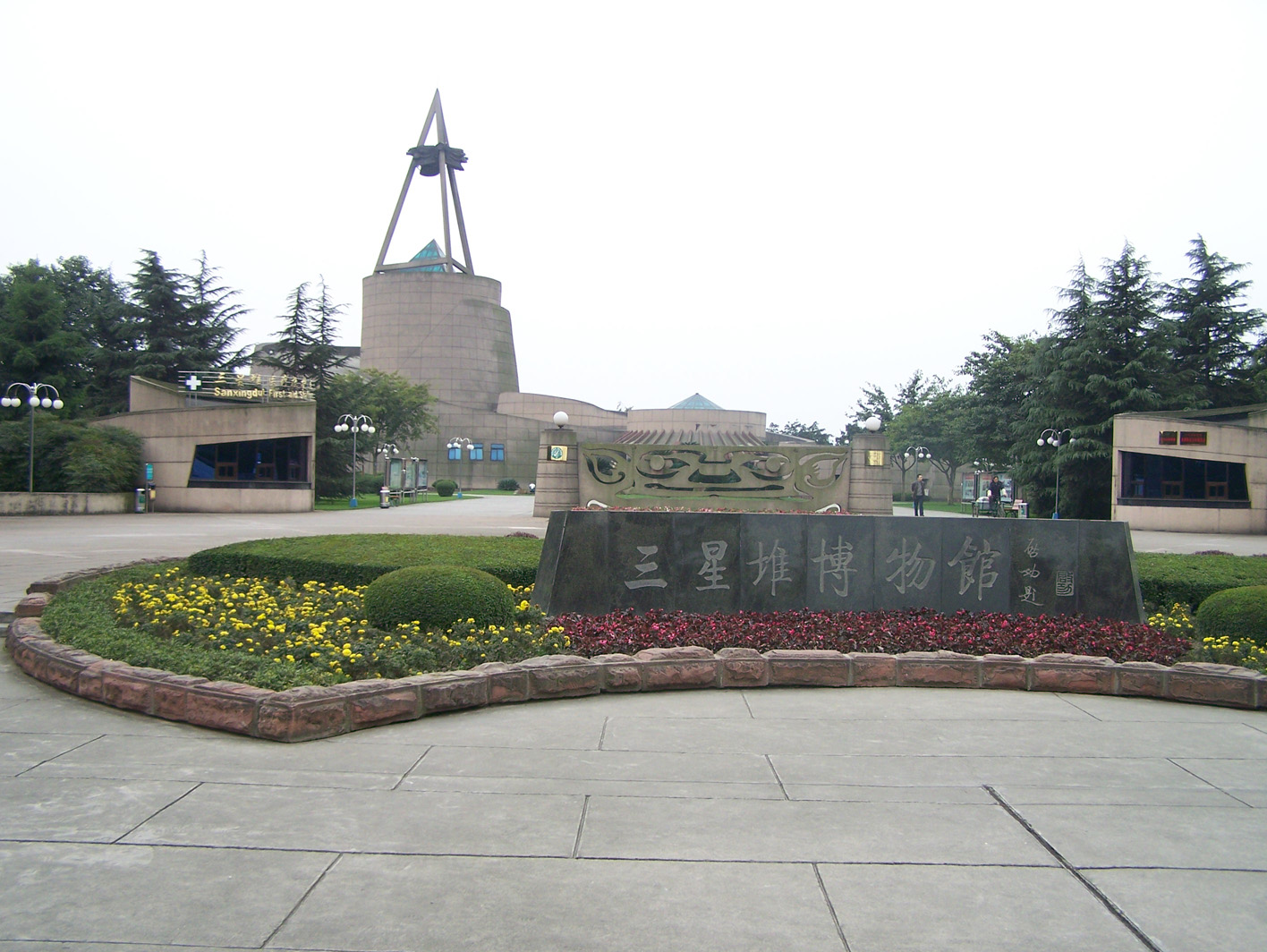
三星堆博物馆旧馆

三星堆博物馆于1992年8月奠基，1997年10月建成开放，用於展示三星堆文物。博物馆（旧馆）占地面积约33公顷，接待游客超过300万人次。2000年，三星堆博物馆被评为首批国家AAAA级旅游景区。2021年9月28日，三星堆博物馆文物修复馆试运行。2022年3月29日，三星堆博物館新館開工建設，新館位於三星堆博物館北側中門區域。2023年6月20日起，三星堆博物馆暂停对外开放；同年7月26日，三星堆博物馆新馆开馆，建筑面积5.44万平方米。7月26日下午，习近平來到三星堆博物馆。
2023年春节期间，客流突破三星堆博物館历年同期最高观众人数。1月25日，三星堆博物馆內两名观众為争睹文物發生口角和肢体冲突，展柜晃动导致文物在展柜内滑落。该馆表示文物未受损伤，继续展出。两名游客後來為此道歉。